# Temporada 2023 del Campeonato de Europa de Moto2
La Temporada 2023 del Campeonato de Europa de Moto2 es la segunda temporada tras dejar la conexión histórica con el CEV y la octava bajo el estandarte de la FIM . Esta es la primera temporada tras la escisión de la categoría en Moto2 y Stock.

## Calendario
El calendario provisional se publicó en noviembre de 2022.
| Ronda | Fecha          | Circuito  | Pole position   | Vuelta rápida  | Ganador         | Constructor |
| ----- | -------------- | --------- | --------------- | -------------- | --------------- | ----------- |
| 1     | 7 de mayo      | Estoril   | Senna Agius     | Senna Agius    | Senna Agius     | Kalex       |
| 1     | 7 de mayo      | Estoril   | Senna Agius     | Senna Agius    | Senna Agius     | Kalex       |
| 2     | 21 de mayo     | Valencia  | Senna Agius     | Senna Agius    | Senna Agius     | Kalex       |
| 3     | 4 de junio     | Jerez     | Carlos Tatay    | Carlos Tatay   | Carlos Tatay    | Kalex       |
| 4     | 2 de julio     | Portimão  | Senna Agius     | Senna Agius    | Senna Agius     | Kalex       |
| 4     | 2 de julio     | Portimão  | Senna Agius     | Roberto García | Senna Agius     | Kalex       |
| 5     | 17 julio       | Barcelona | Xavier Cardelús | Unai Orradre   | Xavier Cardelús | Kalex       |
| 5     | 17 julio       | Barcelona | Xavier Cardelús | Yeray Ruiz     | Unai Orradre    | Kalex       |
| 6     | 8 de octubre   | Aragón    | Senna Agius     | Senna Agius    | Senna Agius     | Kalex       |
| 6     | 8 de octubre   | Aragón    | Senna Agius     | Senna Agius    | Senna Agius     | Kalex       |
| 7     | 5 de noviembre | Valencia  | Senna Agius     | Senna Agius    | Senna Agius     | Kalex       |

## Equipos y pilotos
| Equipo                                     | Constructor | N.º | Piloto              | Rondas   |
| ------------------------------------------ | ----------- | --- | ------------------- | -------- |
| MMG - Pinamoto RS                          | Boscoscuro  | 38  | Juan Rodríguez      | 1        |
| Team Ciatti - Boscoscuro                   | Boscoscuro  | 49  | Francesco Mongiardo | 1-7      |
| Team Ciatti - Boscoscuro                   | Boscoscuro  | 67  | Alberto Surra       | 1-7      |
| Pasini Racing - Dodici Motorsport          | Boscoscuro  | 51  | Angelo Tagliarini   | 1-2      |
| Finetwork MIR Junior Team                  | Boscoscuro  | 54  | Alberto Ferrández   | 6-7      |
| EasyRace Team                              | Boscoscuro  | 55  | Álex Toledo         | 1-6      |
| EasyRace Team                              | Boscoscuro  | 75  | Ivo Lopes           | 7        |
| Fifty Motorsport                           | Kalex       | 4   | Martin Vugrinec     | 1-2      |
| Fifty Motorsport                           | Kalex       | 41  | Marc García         | 2        |
| Team MMR                                   | Kalex       | 6   | Jacopo Hosciuc      | 6-7      |
| Team MMR                                   | Kalex       | 23  | Niccolò Antonelli   | 1-6      |
| Team MMR                                   | Kalex       | 27  | Max Toth            | 1-5      |
| Team MMR                                   | Kalex       | 77  | Mattia Volpi        | 1-7      |
| Yamaha Philippines Stylobike Racing        | Kalex       | 8   | Marco Tapia         | 1-7      |
| Yamaha Philippines Stylobike Racing        | Kalex       | 29  | Harrison Voight     | 1-4. 6-7 |
| Yamaha Philippines Stylobike Racing        | Kalex       | 32  | Kyle Paz            | 1-7      |
| JEG Racing                                 | Kalex       | 9   | Charles Aubrie      | 1-7      |
| STV Laglisse Racing                        | Kalex       | 10  | Unai Orradre        | 1-7      |
| STV Laglisse Racing                        | Kalex       | 21  | Eduardo Montero     | 1-7      |
| Cardoso - Fantic Racing                    | Kalex       | 12  | Borja Gómez         | 6-7      |
| Cardoso - Fantic Racing                    | Kalex       | 31  | Roberto García      | 1-7      |
| Cardoso - Fantic Racing                    | Kalex       | 33  | Filip Rehacek       | 1-7      |
| AGR Team                                   | Kalex       | 13  | Mattia Rato         | 1-7      |
| AGR Team                                   | Kalex       | 35  | Sam Wilford         | 1-7      |
| Promoracing                                | Kalex       | 18  | Xavier Cardelús     | 1-7      |
| Promoracing                                | Kalex       | 87  | Gerard Riu          | 1-7      |
| MMG - Pinamoto RS                          | Kalex       | 38  | Juan Rodríguez      | 2-3      |
| Fau55 Tey Racing Fau55 Euvic Racing        | Kalex       | 72  | Yeray Ruiz          | 1-7      |
| Fau55 Tey Racing Fau55 Euvic Racing        | Kalex       | 74  | Piotr Biesiekirski  | 1-7      |
| Idemitsu Honda Team Asia                   | Kalex       | 79  | Ai Ogura            | 2        |
| Liqui Moly Husqvarna Intact GP Junior Team | Kalex       | 81  | Senna Agius         | 1-7      |
| SF Racing                                  | Kalex       | 98  | Chanon Inta         | 1-7      |
| Pertamina Mandalika SAG Team               | Kalex       | 99  | Carlos Tatay        | 1-4      |
| NTS - MMR                                  | NTS         | 14  | Héctor Garzó        | 2        |
| NTS - MMR                                  | NTS         | 14  | Héctor Garzó        | 7        |
| Listas de inscritos:                       |             |     |                     |          |

| Leyenda             | Leyenda |
| ------------------- | ------- |
| Piloto titular      |         |
| Piloto de reemplazo |         |
| Piloto de pruebas   |         |

### Cambios de pilotos
- El piloto croata Martin Vugrinec anunció su salida del Fifty Motorsport en la primera prueba disputada en el Circuito Ricardo Tormo. Ese fin de semana fue sustituido por el piloto español Marc García
- Ai Ogura y Héctor Garzó solo participaron en los entrenamientos libres del primer gran premio de Valencia. El piloto japonés participó para su puesta a punto para el Mundial de Moto2 y el español probó el chasis NTS junto al Team MMR.
- El español Juan Rodríguez anunció su retirada del campeonato por motivos económicos tras la prueba disputada en Jerez.
- Tras su salida del mundial, el Cardoso - Fantic Racing incorporó a sus filas al piloto español Borja Gómez para las dos últimas pruebas del campeonato.
- Alberto Ferrández llegó al Campeonato de Europa de Moto2 de la mano del Finetwork MIR Junior Team, con el que esta misma temporada había disputado la European Talent Cup.
- El Team MMR sumó a su parrilla al piloto rumano Jacopo Hosciuc, procedente del Campeonato de Europa de Stock, para suplir la baja del americano Max Toth.
- Tras ganar el Campeonato de España y de Portugal de Superbike, el portugués Ivo Lopes fue recompensado con una carrera sobre la Moto2 del EasyRace Team.
- Para la última carrera del campeonato, el valenciano Héctor Garzó se volvería a subir a bordo de la NTS junto al Team MMR, esta vez para ser partícipe de la carrera.

## Resultados

### Campeonato de pilotos
Sistema de puntuación
Los puntos se reparten entre los quince primeros clasificados en acabar la carrera. Sistema de puntuación de 1993 hasta 2022:
| Posición | 1.º | 2.º | 3.º | 4.º | 5.º | 6.º | 7.º | 8.º | 9.º | 10.º | 11.º | 12.º | 13.º | 14.º | 15.º |
| Puntos   | 25  | 20  | 16  | 13  | 11  | 10  | 9   | 8   | 7   | 6    | 5    | 4    | 3    | 2    | 1    |

| Pos. | Piloto              | Moto       | Equipo                                     | EST | EST | VAL | JER | POR | POR | BAR | BAR | ARA | ARA | VAL | Ptos. |
| ---- | ------------------- | ---------- | ------------------------------------------ | --- | --- | --- | --- | --- | --- | --- | --- | --- | --- | --- | ----- |
| 1    | Senna Agius         | Kalex      | Liqui Moly Husqvarna Intact GP Junior Team | 1   | 1   | 1   | 3   | 1   | 1   | WD  | WD  | 1   | 1   | 1   | 216   |
| 2    | Xavier Cardelús     | Kalex      | Promoracing                                | 13  | 2   | 6   | 5   | 3   | 2   | 1   | 3   | 6   | 8   | 6   | 149   |
| 3    | Alberto Surra       | Boscoscuro | Team Ciatti - Boscoscuro                   | 4   | 7   | Ret | 7   | 2   | 5   | 3   | 2   | 18  | 2   | 2   | 136   |
| 4    | Mattia Rato         | Kalex      | AGR Team                                   | 5   | 4   | 2   | 4   | 6   | 8   | 6   | 4   | 12  | 11  | 10  | 113   |
| 5    | Roberto García      | Kalex      | Cardoso - Fantic Racing                    | Ret | Ret | 4   | 6   | 5   | 3   | 4   | Ret | 2   | 5   | 4   | 107   |
| 6    | Unai Orradre        | Kalex      | STV Laglisse Racing                        | 12  | Ret | 15  | 8   | 15  | Ret | 2   | 1   | 4   | 6   | 3   | 98    |
| 7    | Yeray Ruiz          | Kalex      | Fau55 Tey Racing                           | 6   | 5   | 5   | 2   | 9   | 10  | 5   | Ret | Ret | 7   | 5   | 96    |
| 8    | Álex Toledo         | Boscoscuro | EasyRace Team                              | 7   | 6   | 10  | 9   | 8   | 9   | 10  | 5   | 10  | Ret |     | 70    |
| 9    | Carlos Tatay        | Kalex      | Pertamina Mandalika SAG Team               | 2   | Ret | 3   | 1   | Ret | INJ | INJ | INJ | INJ | INJ | INJ | 61    |
| 10   | Marco Tapia         | Kalex      | Yamaha Philippines Stylobike Racing        | 10  | DNS | 9   | 11  | 4   | 4   | Ret | 9   | 13  | 12  | 13  | 60    |
| 11   | Niccolò Antonelli   | Kalex      | Team MMR                                   | 8   | 3   | 8   | Ret | 7   | Ret | Ret | Ret | 7   | Ret |     | 50    |
| 12   | Sam Wilford         | Kalex      | AGR Team                                   | 11  | 8   | 11  | 12  | 11  | 7   | 8   | Ret | 15  | Ret | 12  | 50    |
| 13   | Francesco Mongiardo | Boscoscuro | Team Ciatti - Boscoscuro                   | 18  | Ret | 12  | 10  | 13  | Ret | 7   | 11  | 8   | 9   | 8   | 50    |
| 14   | Mattia Volpi        | Kalex      | Team MMR                                   | 14  | 10  | Ret | 15  | 10  | 11  | 12  | 10  | 9   | 10  | Ret | 43    |
| 15   | Piotr Biesiekirski  | Kalex      | Fau55 Euvic Racing                         | WD  | WD  |     | 14  | Ret | 6   | 9   | 7   | Ret | Ret | 7   | 37    |
| 16   | Gerard Riu          | Kalex      | Promoracing                                | Ret | 13  | 13  | 13  | 12  | 12  | 11  | 8   | 14  | 15  | Ret | 33    |
| 17   | Borja Gómez         | Kalex      | Cardoso - Fantic Racing                    |     |     |     |     |     |     |     |     | 3   | 3   | WD  | 32    |
| 18   | Harrison Voight     | Kalex      | Yamaha Philippines Stylobike Racing        | 3   | Ret | Ret | Ret | Ret | Ret | 13  | 6   | Ret | 13  | Ret | 32    |
| 19   | Alberto Ferrández   | Kalex      | Finetwork MIR Junior Team                  |     |     |     |     |     |     |     |     | 5   | 4   | 9   | 31    |
| 20   | Juan Rodríguez      | Boscoscuro | MMG - Pinamoto RS                          | 9   | 9   |     |     |     |     |     |     |     |     |     | 23    |
| 20   | Kalex               |            | MMG - Pinamoto RS                          |     | 7   | Ret |     |     |     |     |     |     |     |     | 23    |
| 21   | Kyle Paz            | Kalex      | Yamaha Philippines Stylobike Racing        | 15  | 11  | 14  | WD  | 14  | 14  | 14  | 12  | Ret | Ret | 14  | 20    |
| 22   | Jacopo Hosciuc      | Kalex      | Team MMR                                   |     |     |     |     |     |     |     |     | 11  | 14  | WD  | 7     |
| 23   | Ivo Lopes           | Boscoscuro | EasyRace Team                              |     |     |     |     |     |     |     |     |     |     | 11  | 5     |
| 24   | Martin Vugrinec     | Kalex      | Fifty Motorsport                           | Ret | 12  | WD  |     |     |     |     |     |     |     |     | 4     |
| 25   | Filip Rehacek       | Kalex      | Cardoso - Fantic Racing                    | 16  | Ret | 16  | 16  | 17  | 16  | 16  | 13  | 17  | 17  | 15  | 4     |
| 26   | Max Toth            | Kalex      | Team MMR                                   | Ret | Ret | Ret | Ret | 16  | 13  | 15  | Ret |     |     |     | 4     |
| 27   | Chanon Inta         | Kalex      | SF Racing                                  | 17  | 14  | 18  | Ret | 18  | 18  | Ret | 15  | 19  | 18  | Ret | 3     |
| 28   | Charles Aubrie      | Kalex      | JEG Racing                                 | DNQ | DNQ | 19  | DNQ | 19  | 17  | 17  | 14  | Ret | Ret | DNQ | 2     |
| 29   | Eduardo Montero     | Kalex      | STV Laglisse Racing                        | Ret | Ret | WD  | WD  | 20  | 15  | Ret | Ret | 16  | 16  | DSQ | 1     |
| 30   | Marc García         | Kalex      | Fifty Motorsport                           |     |     | 17  |     |     |     |     |     |     |     |     | 0     |
| 31   | Angelo Tagliarini   | Boscoscuro | Dodici Motorsport                          | WD  | WD  | DNS |     |     |     |     |     |     |     |     | 0     |
| 32   | Ai Ogura            | Kalex      | Idemitsu Honda Team Asia                   |     |     | WD  |     |     |     |     |     |     |     |     | 0     |
| 33   | Héctor Garzó        | NTS        | NTS - MMR                                  |     |     | WD  |     |     |     |     |     |     |     | DNS | 0     |
| Pos. | Piloto              | Moto       | Equipo                                     | EST | EST | VAL | JER | POR | POR | BAR | BAR | ARA | ARA | VAL | Ptos. |

| Color     | Resultado                                                               |
| --------- | ----------------------------------------------------------------------- |
| Oro       | Ganador                                                                 |
| Plata     | 2.ª plaza                                                               |
| Bronce    | 3.ª plaza                                                               |
| Verde     | Finalizó en los puntos                                                  |
| Azul      | Finalizó sin puntos                                                     |
| Azul      | NC - No clasificado                                                     |
| Violeta   | Ret - No terminó (Carrera)                                              |
| Rojo      | DNQ - No se clasificó                                                   |
| Negro     | DSQ - Descalificado                                                     |
| Blanco    | DNS - No empezó (carrera)                                               |
| Blanco    | WD - Retirado (fin de semana)                                           |
| Blanco    | C - Carrera cancelada                                                   |
| Sin color | DNP - Inscrito pero no participó                                        |
| Sin color | INJ - Lesionado                                                         |
| Sin color | EX - Excluido                                                           |
| Estado    | Resultado                                                               |
| Negrita   | Pole position                                                           |
| Cursiva   | Vuelta rápida                                                           |
| †         | Abandona, pero clasifica al completar el porcentaje requerido para ello |

### Campeonato de Constructores
| Pos. | Constructor | EST | EST | VAL | JER | POR | POR | BAR | BAR | ARA | ARA | VAL | Ptos. |
| ---- | ----------- | --- | --- | --- | --- | --- | --- | --- | --- | --- | --- | --- | ----- |
| 1    | Kalex       | 1   | 1   | 1   | 1   | 1   | 1   | 1   | 1   | 1   | 1   | 1   | 275   |
| 2    | Boscoscuro  | 4   | 6   | 10  | 7   | 2   | 5   | 3   | 2   | 5   | 2   | 2   | 156   |
| 3    | NTS         |     |     | WD  |     |     |     |     |     |     |     | NS  | 0     |
| Pos. | Constructor | EST | EST | VAL | JER | POR | POR | BAR | BAR | ARA | ARA | VAL | Ptos. |